# Der Schmied und das tugendhafte Mädchen
Der Schmied und das tugendhafte Mädchen ist ein orientalisches Märchen aus den Geschichten aus Tausendundeiner Nacht. In der Arabian Nights Encyclopedia wird als ANE 168 gelistet.
Die Kurzgeschichte erzählt von der Liebe eines Schmiedes zu einem Mädchen, das sich seinen Annäherungsversuchen widersetzt.

## Handlung
Ein frommer Mann hörte, dass in einer Stadt ein Schmied wohnte, der mit bloßer Hand das Eisen aus dem Feuer nehmen konnte, ohne Verletzungen zu erleiden. Der Mann ging den Schmied besuchen und blieb bei ihm über Nacht zu Gast, fand jedoch heraus, dass er sich nicht durch besondere Frömmigkeit auszeichnete. Schließlich traute er sich zu fragen, wie der Schmied zu seiner Gabe gekommen sei. Dieser erzählt ihm, dass er einst heftig in ein Mädchen verliebt war, die jedoch zu tugendhaft war, als dass sie seinen Annäherungsversuchen nachgab. Eines Tages kam sie hungrig zu ihm und bat ihn um etwas zu essen, doch er weigert sich, ihr zu essen zu geben, bis sie ihm gehöre. Das Mädchen lehnt es ab, eine Sünde zu begehen und ging hungrig davon. Nach zwei Tagen kam sie wieder und bat erneut um etwas zu essen, und erneut gab er ihr zu Antwort, erst möge sie ihn erhören, was das Mädchen ablehnte und wieder hungrig davonging. Nach zwei Tagen kehrte das Mädchen von Hunger geplagt erneut wieder, doch auch diesmal verweigerte der Schmied ihr das Essen, und auch diesmal lehnte sie es ab, eine Sünde mit ihm zu begehen. Schließlich erbarmte sich der Schmied und gab ihr zu essen. Das Mädchen betete dankbar zu Gott für ihn, woraufhin der Schmied feststellte, dass er gegen den Schmerz des Feuers unempfindlich geworden war und das Gebet des Mädchens offenbar erfüllt wurde. Das Mädchen wiederum bat Gott, ihr nun den Wunsch zu erfüllen, dass ihr Geist bei Gott sein werde. Daraufhin verstarb das Mädchen.

## Hintergrund

### Interpretation
Nach der Arabian Nights Encyclopedia handelt es sich bei dem Mädchen um eine Sklavin.
Peter Heath betrachtet die Erzählung als Beispiel für das thematische Muster der Romangattung, da sie die Komponenten wie Ehre, Begehren, gesellschaftlichen Anstand und Frömmigkeit enthält. Diese Motive würden zu einer poetischen Gerechtigkeit kombiniert, die nach den Vorgaben des Schicksals belohnt werde.

### Textquellen
Die Geschichte ist in den ägyptischen Handschriften und den frühen arabischen Druckausgaben von Tausendundeiner Nacht enthalten, mit Ausnahme der Breslauer Edition. Die Kalkutta-II-Edition wurde von Richard Francis Burton und Enno Littmann für ihre Sammlungen verwendet.

## Ausgaben
- Gustav Weil: Tausend und eine Nacht – Arabische Erzählungen, Karl Müller Verlag, Erlangen 1984 (Erstausgabe 1839), Band 4, S. 93–95.
- Enno Littmann: Die Erzählungen aus den tausendundein Nächten, Insel Verlag, Frankfurt 1968, Band 3, S. 727–731 (nach der Kalkutta-II-Ausgabe)